# Đồng
Đồng( Tiếng Anh: copper) là nguyên tố hóa học trong bảng tuần hoàn nguyên tố có ký hiệu là Cu (từ tiếng Latinh: cuprum), có số hiệu nguyên tử bằng 29. Đồng là kim loại dẻo có độ dẫn điện và dẫn nhiệt cao. Đồng nguyên chất mềm và dễ uốn; bề mặt đồng tươi có màu cam đỏ. Nó được sử dụng làm chất dẫn nhiệt và điện, vật liệu xây dựng, và thành phần của các hợp kim của nhiều kim loại khác nhau.
Đồng là một trong số ít các kim loại xuất hiện trong tự nhiên ở dạng kim loại có thể sử dụng trực tiếp thay vì khai thác từ quặng. Do đó, nó được con người sử dụng từ rất sớm khoảng 8000 TCN. Nó là kim loại đầu tiên được nung chảy từ quặng của nó vào khoảng 5000 TCN, kim loại đầu tiên được đúc thành khối vào khoảng 4000 TCN và kim loại đầu tiên được tạo thành hợp kim với các loại khác, là thiếc để tạo ra đồng điếu vào khoảng 3500 TCN.
Kim loại và các hợp kim của nó đã được sử dụng cách đây hàng ngàn năm. Trong thời kỳ La Mã, đồng chủ yếu được khai thác ở Síp, vì thế tên gọi ban đầu của kim loại này là сyprium (kim loại Síp), sau đó được gọi tắt là сuprum. Các hợp chất của nó thường tồn tại ở dạng muối đồng(II), chúng thường có màu xanh lam hoặc xanh lục của các loại khoáng như ngọc lam và trong lịch sử đã được sử dụng rộng rãi làm chất nhuộm. Các công trình kiến trúc được xây dựng có đồng bị ăn mòn tạo ra màu xanh lục verdigris (hoặc patina).
Các ion đồng(II) tan trong nước với nồng độ thấp có thể dùng làm chất diệt khuẩn, diệt nấm và làm chất bảo quản gỗ. Với số lượng đủ lớn, các ion này là chất độc đối với các sinh vật bậc cao hơn, với nồng độ thấp hơn, nó là một vi chất dinh dưỡng đối với hầu hết các thực vật và động vật bậc cao hơn. Nơi tập trung đồng chủ yếu trong cơ thể động vật là gan, cơ và xương. Cơ thể người trưởng thành chứa khoảng 1,4 đến 2,1 mg đồng trên mỗi kg cân nặng.

## Tính chất

### Vật lý

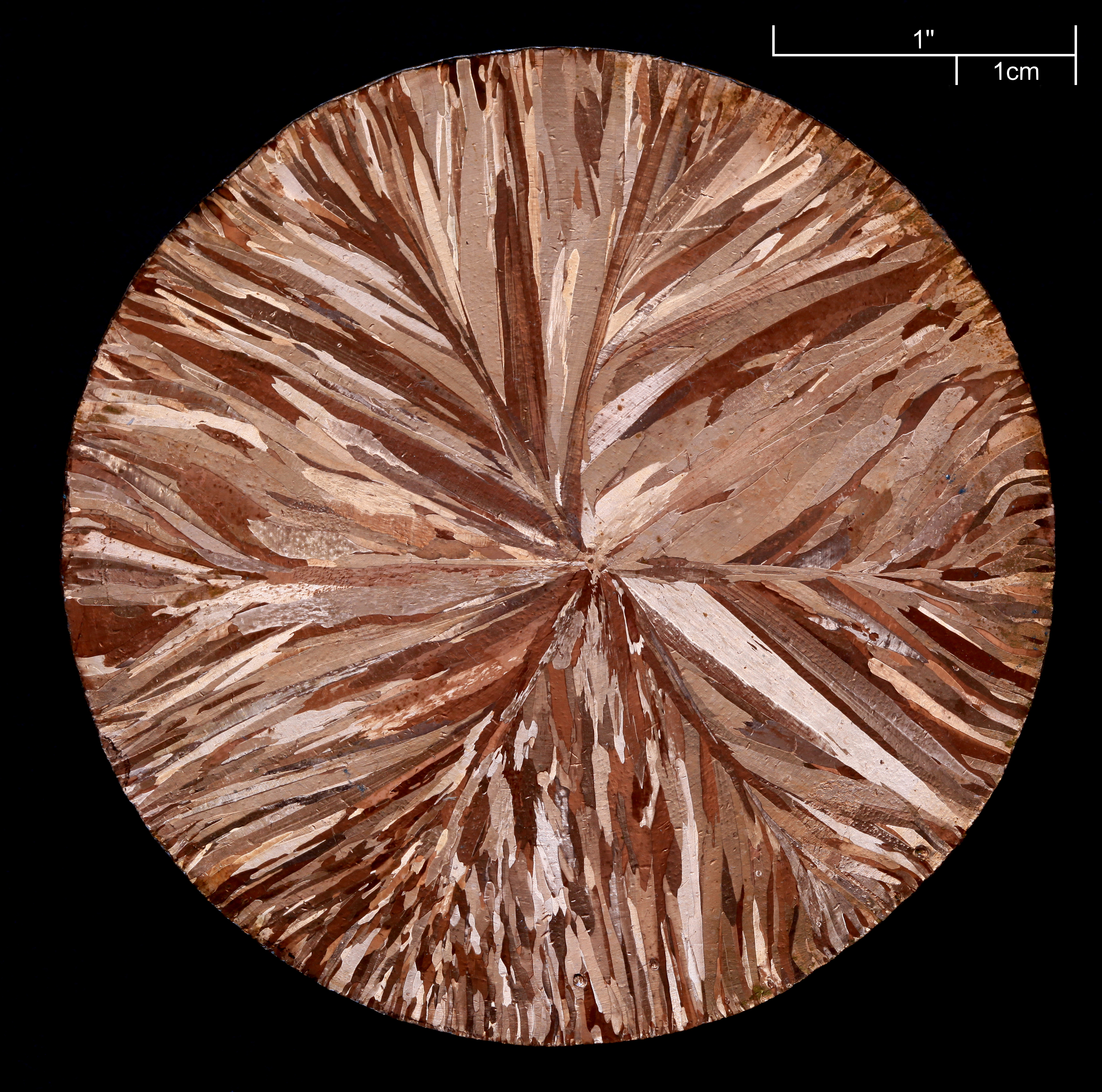
Đĩa đồng (độ tinh khiết 99,95%) được làm bằng cách đúc liên tục và khắc.

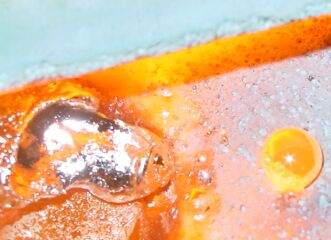
Đồng ở nhiệt độ nóng chảy cao hơn điểm nóng chảy của nó một chút làm cho nó có ánh hồng khi đủ ánh sáng sẽ làm cho nó rạng rỡ hơn với màu cam đỏ.

Đồng, bạc và vàng đều nằm trong nhóm 11 của bảng tuần hoàn nên chúng có nhiều thuộc tính giống nhau: chúng có 1 electron trong phân lớp s1 nằm trước nhóm d10 và được đặc trưng bởi tính dẻo và dẫn điện cao. Các orbital được lấp đầy các electron trong các nguyên tố này không đóng góp nhiều vào các tương tác nội nguyên tử, chủ yếu ảnh hưởng bởi các electron phân lớp s thông qua các liên kết kim loại. Trái ngược với các kim loại mà phân lớp d không được lấp đầu bởi các electron, các liên kết kim loại trong đồng thiếu các đặc điểm của liên kết cộng hóa trị và chúng tương đối yếu. Điều này giải thích tại sao các tinh thể đồng riêng biệt có độ dẻo cao và độ cứng thấp. Ở quy mô lớn, việc thêm vào các khuyết tật trong ô mạng tinh thể như ranh giới hạt, sẽ làm cản trở dòng vật liệu dưới áp lực nén từ đó làm tăng độ cứng của nó. Ví dụ, đồng thường được đưa ra thị trường ở dạng polycrystalline hạt mịn, dạng này có độ cứng lớn hơn dạng monocrystalline.
Độ cứng thấp của đồng giúp giải thích một phần tính dẫn điện cao của nó(59.6×106 S/m) và cũng như tính dẫn nhiệt cao, các tính chất này được xếp hạng thứ 2 trong số những kim loại nguyên chất có tính chất tương tự ở nhiệt độ phòng. (trong số các kim loại nguyên chất ở nhiệt độ phòng chỉ có bạc có độ dẫn điện cao hơn). Đặc điểm này là do điện trở suất đối với sự vận chuyển electron trong các kim loại ở nhiệt độ phòng chủ yếu bắt nguồn từ sự tán xạ của electron đối với dao động nhiệt của mạng tinh thể, mà điện trở xuất này tương đối yếu đối với cho một kim loại mềm. Mật độ dòng thấm tối đa của đồng trong không khí ngoài trời vào khoảng 3,1×106 A/m², vượt trên giá trị này nó bắt đầu nóng quá mức. Cùng với những kim loại khác, nếu đồng được đặt cạnh kim loại khác, ăn mòn galvanic sẽ diễn ra.
Cùng với lưu huỳnh và vàng (cả hai đều có màu vàng), đồng là một trong 3 nguyên tố có màu tự nhiên khác với màu xám hoặc bạc. Đồng tinh khiết có màu đỏ cam và tạp ra màu lam ngọc khi tiếp xúc với không khí. Màu đặc trưng này của đồng tạo ra từ sự chuyển tiếp electron giữa phân lớp 3d và phân lớp 4s – năng lượng chênh lệch do sự chuyển đổi trạng thái electrong giữa hai phân lớp này tương ứng với ánh sáng cam. Cơ chế xảy ra tương tự đối với màu vàng của vàng và lưu huỳnh.

### Hóa học

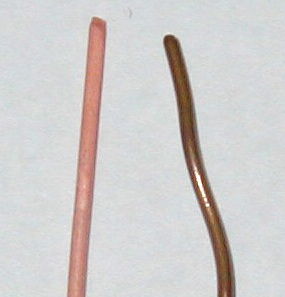
Sợi đồng không bị oxy hóa (trái) và sợi đồng bị oxy hóa (phải).

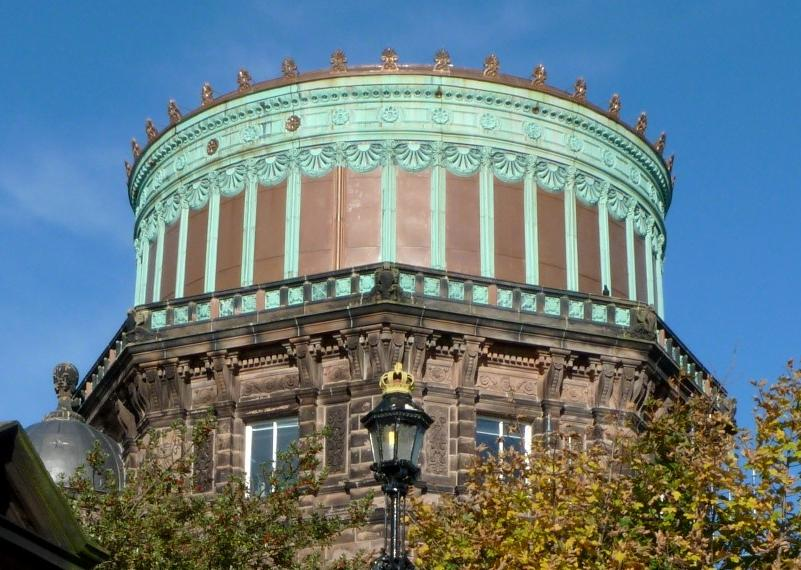
Tháp Đông của Royal Observatory, Edinburgh. Sự khác biệt giữa đồng được tân trang lại năm 2010 và màu lục nguyên thủy của đồng năm 1894 có thể thấy được rõ ràng.

Đồng tạo nhiều hợp chất khác nhau với các trạng thái oxy hóa +1 và +2, mà thường được gọi theo thứ tự là cuprous và cupric.Nó không phản ứng với nước, nhưng phản ứng chậm với oxy trong không khí tạo thành một lớp oxide đồng màu nâu đen. Ngược lại với sự oxy hóa của sắt trong không khí ẩm, lớp oxide này sau đó sẽ ngăn cản sự ăn mòn. Một lớp màu lục của verdigris (Đồng(II) carbonat) thường có thể bắt gặp trên các công trình cổ có sử dụng đồng như Tượng Nữ thần tự do, tượng bằng đồng lớn nhất trên thế giới được xây dựng dùng repoussé and chasing. Hydrogen sulfide và sulfide phản ứng với đồng tạo ra các hợp chất đồng sulfide khác nhau trên bề mặt. Trong trường hợp phản ứng với sulfide, ăn mòn đồng diễn ra khi đồng tiếp xúc với không khí có chứa các hợp chất sulfide. Các dung dịch amoni chứa oxy có thể tạo ra một phức chất hòa tan trong nước với đồng, khi phản ứng với oxy và acid clohydric để tạo thành đồng chloride và hydro peroxide bị acid hóa để tạo thành các muối đồng(II). Đồng(II) chloride và đồng phản ứng với nhau tạo thành đồng(I) chloride.

### Đồng vị
Đồng có 29 đồng vị.63Cu và 65Cu là đồng vị bền, với 63Cu chiếm khoảng 69% đồng có mặt trong tự nhiên; cả hai đều có spin 3/2. Các đồng vị còn lại có tính phóng xạ, trong đó đồng bị phóng xạ bền nhất là 67Cu với chu kỳ bán rã 61,83 giờ. Bảy đồng vị kích thích đặc trưng nhất là 68mCu tồn tại lâu nhất với chu kỳ bán rã 3,8 phút. Các đồng vị với số khối lớn hơn 64 phân rã β-, ngược lại các đồng vị có số khối dưới 64 thì phân rã β+. 64Cu, có chu kỳ bán rã 12,7 giờ, phân rã theo cả hai cơ chế trên.
62Cu và 64Cu có những ứng dụng đáng chú ý.64Cu chất được sử dụng trong chụp hình tia-X, và dạng tạo phức với chelate có thể được dùng trong điều trị ung thư.62Cu được dùng trong 62Cu-PTSM là một phương pháp vết phóng xạ trong chụp cắt lớp bằng positron.

### Phân bố
Đồng có thể tìm thấy như là đồng tự nhiên hoặc trong dạng khoáng chất. Đồng tự nhiên là một dạng polycrystal, với các tinh thể riêng lẻ lớn nhất đã được ghi nhận có kích thước 4,4×3,2×3,2 cm. Khối đồng nguyên tố lớn nhất có cân nặng 420 tấn, được tìm thấy năm 1857 trên bán đảo Keweenaw ở Michigan, Hoa Kỳ. Có nhiều dạng khoáng chứa đồng như cacbonat azurit (2CuCO3Cu(OH)2) và malachit (CuCO3Cu(OH)2) là các nguồn để sản xuất đồng, cũng như là các sulfide như chalcopyrit (CuFeS2), bornit (Cu5FeS4), covellit (CuS), chalcocit (Cu2S) và các oxide như cuprit (Cu2O).
Phần lớn đồng trích xuất được trong các mỏ lộ thiên trong các khoáng sản có ít hơn 1% đồng. Các ví dụ bao gồm: mỏ Chuquicamata ở Chile và mỏ El Chino ở New Mexico. Việt Nam có mỏ đồng Sinh Quyền ở Lào Cai.
Đồng có mặt trong vỏ Trái Đất với hàm lượng 50 ppm, và có thể được tổng hợp trong các ngôi sao có khối lượng lớn.

## Sản xuất

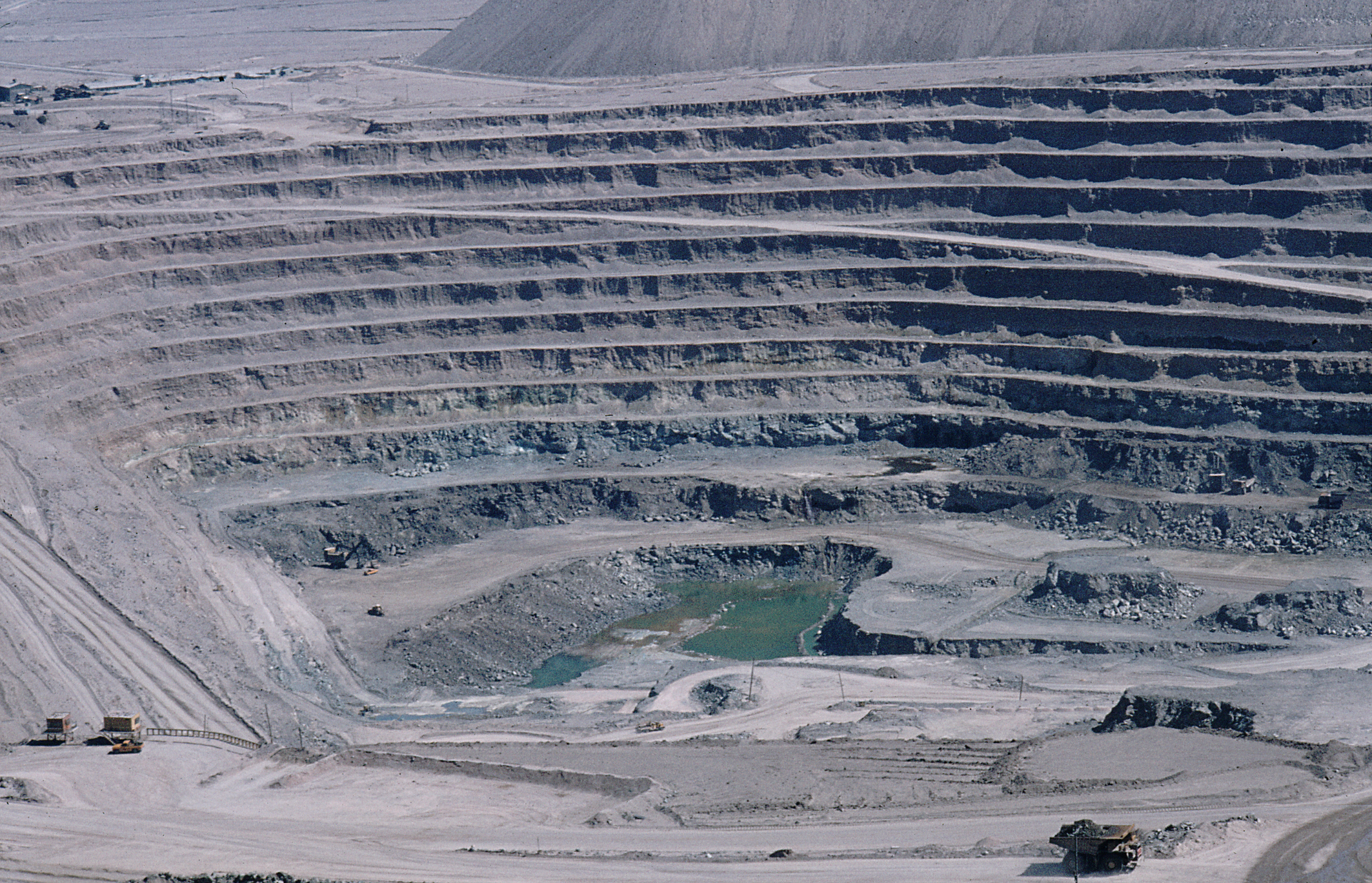
Mỏ Chuquicamata ở Chile là một trong những mỏ đồng lộ thiên lớn nhất thế giới.

Xu hướng sản xuất trên thế giới

Sản lượng đồng năm 2005

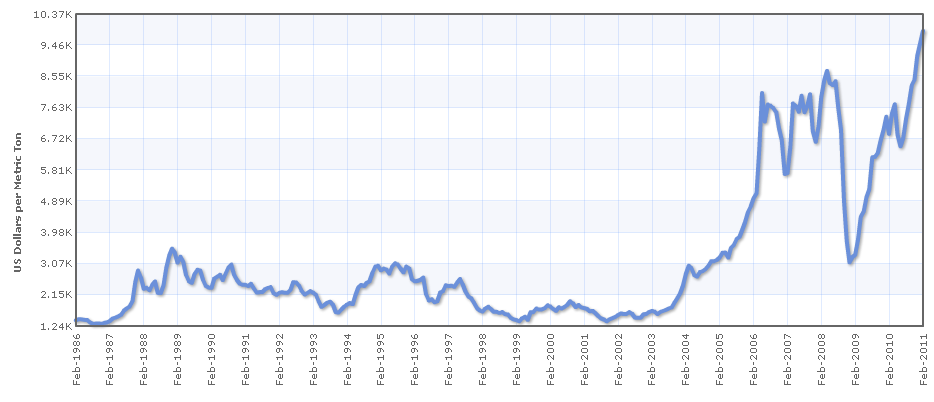
Giá đồng giai đoạn 2003–2011, USD/tấn

Hầu hết đồng được khai thác hoặc chiết tách ở dạng đồng sulfide từ các mỏ đồng porphyr khai thác lộ thiên chứa từ 0,4 đến 1,0% đồng. Ví dụ một số mỏ như: mỏ Chuquicamata ở Chile; Bingham Canyon Mine ở Utah, Hoa Kỳ; và El Chino Mine ở New Mexico, Hoa Kỳ. Theo Cục Khảo sát địa chất Anh, năm 2005, Chile là nước dẫn đầu về khai thác đồng chiếm ít nhất 1/3 sản lượng đồng thế giới, theo sau là Hoa Kỳ, Indonesia và Peru. Đồng cũng được thu hồi qua quá trình In-situ leach. Nhiều nơi ở tiểu bang Arizona được xem là những ứng viên cho phương pháp này. Lượng đồng đang đượng sử dụng đang tăng và số lượng có sẵn là hầu như không đủ để cho phép tất cả các nước để đạt đến mức độ sử dụng của thế giới phát triển.

### Trữ lượng
Đồng đã được sử dụng ít nhất là cách nay 10.000 năm, nhưng có hơn 95% tất cả đồng đã từng được khai thác và nấu chảy đã được tách chỉ bắt đầu từ thập niên 1900. Với nhiều nguồn tài nguyên tự nhiên, tổng lượng đồng trên Trái Đất là rất lớn (khoảng 1014 tấn nằm trong vòng vài km của vỏ Trái Đất, hoặc tương đương 5 triệu năm khai thác với tốc độ khai thác hiện tại. Tuy nhiên, chỉ có một tỷ lệ nhỏ trữ lượng này là có giá trị kinh tế trong điều kiện chi phí và công nghệ hiện tại. Nhiều ước tính trữ lượng đồng hiện tại cho thấy việc khai thác có thể diễn ra từ 25 đến 60 năm tùy thuộc vào những giả định cốt lõi như tốc độ phát triển. Tái chế là một nguồn chính của đồng trong thế giới hiện đại. Do ảnh hưởng bởi nhiều yếu tố khác nhau, sản lượng và cung ứng đồng trong tương lai là một chủ đề còn nhiều tranh cãi, bao gồm cả khái niệm về đỉnh đồng, tương tự như đỉnh dầu.
Giá đồng trong lịch sử là không ổn định, và nó tăng gấp 5 lần từ giá thấp duy trì 60 năm từ US$1,32/kg trong tháng 6 năm 1999 đến US$8,27/kg trong tháng 5 năm 2006. Nó rớt từ US$5,29/kg trong tháng 2 năm 2007, sau đó tăng lên US$7,71/kg tháng 4 năm 2007. Tháng 2 năm 2009, nhu cầu toàn cầu giảm và giá cả hàng hóa giảm mạnh từ mức cao của năm trước là US$1,51/lb.

### Phương pháp
Hàm lượng đồng trong quặng trung bình chỉ 0,6%, và hầu hết quặng thương mại là các loại đồng sulfide, đặc biệt là chalcopyrit (CuFeS2) và ít hơn là chalcocit (Cu2S). Các khoáng này được tách ra từ các quặng được nghiền để nâng hàm lượng lên 10–15% đồng bằng froth flotation hay bioleaching. Nung vật liệu này với silica trong flash smelting để loại sắt ở dạng xỉ. Quá trình này khai thác dễ dàng chuyển sắt sulfide thành dạng oxide của nó, sau đó các oxide này phản ứng với silica để tạo ra xỉ silicat nổi lên trên khối nóng chảy. Sản phẩm tạo ra copper matte chứa Cu2S sau đó được roasted để chuyển tất cả các sulfide thành oxide:
2 Cu2S + 3 O2 → 2 Cu2O + 2 SO2
Oxide đồng được chuyển thành đồng blister theo phản ứng nung:
2 Cu2O → 4 Cu + O2
Quá trình Sudbury matte chỉ biến đổi 1/2 sulfide thành oxide và sau đó sử dụng oxide này để loại phần sulfide còn lại thành oxide. Sản phẩm này sau đó đem điện phân.
This step exploits the relatively easy reduction of copper oxides to copper metal. Khí thiên nhiên được thổ qua blister để loại hầu hết oxy còn lại và áp dụng tinh chế điện (electrorefining) để tạo ra đồng tinh khiết:
Cu2+ + 2 e– → Cu

### Tái chế
Đồng, giống như nhôm, có thể tái chế 100% mà không bị giảm chất lượng cho dù ở dạng thô hoặc nằm trong các sản phẩm khác. Về khối lượng, đồng là kim loại được tái chế phổ biến xếp hàng thứ 3 sau sắt và nhôm. Ước tính có khoảng 80% đồng đã từng được khai thác hiện tại vẫn còn sử dụng. Theo Metal Stocks in Society report của International Resource Panel, phân bổ bình quân đầu người về đồng hiện đang sử dụng trong xã hội là 35–55 kg. Phần nhiều trong số này là ở các nước phát triển nhiều (140–300 kg/người) hơn là các nước ít phát triển (30–40 kg/người).
Quá trình tái chế đồng tuân theo những bước gần như tương tự với chiết tách đồng nhưng đòi hỏi ít công đoạn hơn. Đồng phế liệu có độ tinh khiết cao được nung trong lò cao và sau đó được khử và đúc thành billet và ingot; các phế liệu có độ tinh khiết thấp hơn được tinh chế bằng mạ điện trong một bể acid sulfuric.

## Lịch sử

### Thời đại đồ đồng đá
Đồng xuất hiện trong tự nhiên ở dạng đồng kim loại và đã được ghi chép trong các tư liệu của một số nền văn minh cổ đại, và nó có lịch sử sử dụng ít nhất là 9.000 năm TCN ở Trung Đông. Hoa tai bằng đồng đã được tìm thấy ở miền bắc Iraq có niên đại 8.700 năm TCN. Có bằng chứng cho thấy rằng vàng và sắt thiên thạch (không phải sắt nung chảy) là các kim loại duy nhất vào thời đó mà con người đã sử dụng trước khi xuất hiện đồng. Lịch sử nấu đồng được cho là theo các công đoạn sau: 1) làm cứng nguội đồng tự sinh, 2) Ủ luyện, 3) nung chảy, và 4) đúc mẫu chảy. Ở miền đông nam Anatolia, cả bốn kỹ thuật này đều xuất hiện trong khoảng đầu của thời đại đồ đá mới khoảng 7500 TCN.
Chỉ khi nông nghiệp được phát minh động lập ở nhiều nơi trên thế giới, đồng nung chảy cũng được phát minh ở nhiều nơi khác nhau. Có lẽ đồng được phát hiện ở Trung Quốc trước 2800 TCN, ở Trung Mỹ vào khoảng năm 600, và Đông Phi vào khoảng thế kỷ IX hay X. Đúc mẫu chảy được phát minh năm 4500–4000 TCN ở Đông Nam Á và việc định tuổi cacbon đã được tiến hành ở một mỏ tại Alderley Edge, Cheshire, Vương Quốc Anh cho tuổi 2280 - 1890 TCN. Người băng Ötzi, người đàn ông được định tuổi vào khoảng 3300–3200 TCN, được phát hiện có bọc sáp với đồng ở phần đầu đồng có đô tinh khiết 99,7%; làm lượng asen cao trong tóc nên người ta cho rằng ông có liên quan đến việc nấu chảy đồng. Các thí nghiệm với đồng hỗ trợ với việc phát hiện ra các kim loại khác; đặc biệt, đồng nấu chảy làm phát hiện ra nấu chảy sắt. Việc sản xuất đồng trong xã hội Old Copper Complex ở Michigan và Wisconsin được xác định tuổi khoảng 6000 đến 3000 TCN.

### Thời đại đồ đồng
Việc sử dụng đồng đỏ đã phát triển trong thời đại của các nền văn minh được đặt tên là thời đại đồ đồng hay thời đại đồng đỏ. Thời kỳ quá độ trong các khu vực nhất định giữa thời kỳ đồ đá mới và thời kỳ đồ sắt được đặt tên là thời kỳ đồ đồng, với một số công cụ bằng đồng có độ tinh khiết cao được sử dụng song song với các công cụ bằng đá. Đồ đồng của nền văn minh Vinča có tuổi 4500 TCN. Người ta còn tìm thấy các đồ vật bằng đồng nguyên chất và đồng đỏ ở các thành phố Sumeria có niên đại 3.000 năm TCN, và các đồ vật cổ đại của người Ai Cập bằng đồng và hợp kim của đồng với thiếc cũng có niên đại tương tự
Thời đại đồ đồng đã bắt đầu ở Đông Nam châu Âu vào khoảng 3700–3300 TCN, ổ Tây Bắc châu Âu khoảng 2500 TCN. Nó kết thúc khi bắt đầu thời đại đồ sắt khoảng 2000–1000 TCN ở vùng Cận Đông, và 600 TCN ở Bắc Âu. Sự chuyển tiếp giữa thời đại đồ đá mới và đồ đồng trước đây từng được gọi là thời kỳ đồ đồng đá, khi các công cụ bằng đồng được dùng cùng lúc với công cụ đồ đá. Thuật ngữ này dần bị giảm đi ở vài nơi trên thế giới, thời đại đồng đá và thời đại đá mới đều kết thúc cùng lúc. Đồng thau, một hợp kim của đồng với kẽm, được biết đến từ thời kỳ Hy Lạp nhưng chỉ được sử dụng rộng rãi bởi người La Mã.

### Tên gọi
Giống các tiếng Đông phương khác, nguồn gốc từ đồng từ Tiếng Trung Quốc 铜 (bình âm: tóng). Tiếng Thái xài ทองแดง nghĩa là 'vàng đỏ' vì đồng có nhiều đặc điểm giống vàng như rất dẻo và không dễ sét.
Trong thời của nền văn minh Hy Lạp, kim loại này được biết với tên gọi chalkos. Trong thời kỳ La Mã, nó được biết với tên aes Cyprium (aes là thuật ngữ Latinh chung để chỉ các hợp kim của đồng như đồng đỏ và các kim loại khác, và bởi vì nó được khai thác nhiều ở Síp). Từ những yếu tố lịch sử này, tên gọi của nó được đơn giản hóa thành Cuprum là tên gọi Latinh của đồng.
Trong thần thoại Hy Lạp - La Mã cũng như trong thuật giả kim, đồng có liên quan đến nữ thần Aphrodite (Vệ Nữ) vì vẻ đẹp rực rỡ của nó, việc sử dụng thời cổ đại của nó trong sản xuất gương, và sự liên hệ của nó với Síp, là quê hương của nữ thần. Trong thuật giả kim, ký hiệu của đồng cũng là ký hiệu cho Sao Kim.

## Ứng dụng
Đồng là vật liệu dễ dát mỏng, dễ uốn, có khả năng dẫn điện và dẫn nhiệt tốt, vì vậy nó được sử dụng một cách rộng rãi trong sản xuất các sản phẩm:
- Dây điện.
- Que hàn đồng.
- Tay nắm và các đồ vật khác trong xây dựng nhà cửa.
- Đúc tượng: Ví dụ tượng Nữ thần Tự Do, chứa 81,3 tấn (179.200 pound) đồng hợp kim.
- Cuộn từ của nam châm điện.
- Động cơ, đặc biệt là các động cơ điện.
- Động cơ hơi nước của Watt.
- Rơ le điện, dây dẫn điện giữa các bảng mạch và các chuyển mạch điện.
- Ống chân không, ống tia âm cực và magnetron trong các lò vi ba.
- Bộ dẫn sóng cho các bức xạ vi ba.
- Việc sử dụng đồng trong các mạch IC đã trở nên phổ biến hơn để thay thế cho nhôm vì độ dẫn điện cao của nó.
- Là một thành phần trong tiền kim loại.
- Trong đồ nhà bếp, chẳng hạn như chảo rán.
- Phần lớn các đồ dùng bằng niken trắng dùng ở bàn ăn (dao, nĩa, thìa) có chứa một lượng đồng nhất định.
- Trong chế tạo đồ đựng thức ăn bằng bạc (hàm lượng bạc từ 92,5% trở lên), có chứa một số phần trăm đồng.
- Là thành phần của gốm kim loại và thủy tinh màu.
- Các loại nhạc khí, đặc biệt là các loại nhạc khí từ đồng thau.
- Làm bề mặt tĩnh sinh học trong các bệnh viện hay các bộ phận của tàu thủy để chống hà.
- Các hợp chất, chẳng hạn như dung dịch Fehling, có ứng dụng trong phân tích hóa học.
- Đồng (II) Sulfat được sử dụng như là thuốc bảo vệ thực vật và chất làm sạch nước.
- Chất xúc tác cho phản ứng oxy hoá không hoàn toàn( Ví dụ như sản xuất benzophenone từ diphenylmethane)

Đồ đồng là những sản phẩm làm từ nguyên liệu bằng đồng ví dụ như tượng đồng, tranh đồng, trống đồng, mâm đồng, thau đồng... Từ lâu đồ đồng đã được dùng như là những dụng cụ, đồ vật trang trí trong nhà không thể thiếu của người Việt Nam. Nhất là trong tín ngưỡng, văn hóa dân gian. Từ lâu người Việt đã dùng đồng để làm đồ thờ cúng trong ban thờ gia tiên như: hoành phi câu đối bằng đồng, bộ đồ thờ cúng bằng đồng, đỉnh đồng, lư đồng, hạc đồng...
Đồ đồng mỹ nghệ là những sản phẩm mỹ nghệ làm từ đồng ví dụ như: tượng đồng, tranh đồng, trống đồng... Những sản phẩm mỹ nghệ làm từ đồng luôn được ưa chuộng và rất hay được sử dụng trong nhà nhất là tranh đồng, tượng đồng
Đồ đồng phong thủy là những vật phẩm, linh vật, tượng... làm từ đồng. Đồ đồng phong thủy dùng để trấn trạch, hoặc dùng để thỉnh cầu một nguyện vọng nào đó: hóa cát thành hung, giải thoát tai ương, mong muốn những điều tốt đẹp nhất đến với mình và gia đình mình.

## Vai trò sinh học
Đồng là nguyên tố vi lượng rất cần thiết cho các loài động, thực vật bậc cao. Đồng được tìm thấy trong một số loại enzym, bao gồm nhân đồng của cytochrom c oxidas, enzym chứa Cu-Zn superoxid dismutas, và nó là kim loại trung tâm của chất chuyên chở oxy hemocyanin. Máu của cua móng ngựa (cua vua) Limulus polyphemus sử dụng đồng thay vì sắt để chuyên chở oxy.
Theo tiêu chuẩn RDA của Mỹ về đồng đối với người lớn khỏe mạnh là 0,9 mg/ngày.
Đồng được vận chuyển chủ yếu trong máu bởi protein trong huyết tương gọi là ceruloplasmin. Đồng được hấp thụ trong ruột non và được vận chuyển tới gan bằng liên kết với albumin.
Một bệnh gọi là bệnh Wilson sinh ra bởi các cơ thể mà đồng bị giữ lại, mà không tiết ra bởi gan vào trong mật. Căn bệnh này, nếu không được điều trị, có thể dẫn tới các tổn thương não và gan.
Người ta cho rằng kẽm và đồng là cạnh tranh về phương diện hấp thụ trong bộ máy tiêu hóa vì thế việc ăn uống dư thừa một chất này sẽ làm thiếu hụt chất kia.
Các nghiên cứu cũng cho thấy một số người mắc bệnh về thần kinh như bệnh schizophrenia có nồng độ đồng cao hơn trong cơ thể. Tuy nhiên, hiện vẫn chưa rõ mối liên quan của đồng với bệnh này như thế nào (là do cơ thể cố gắng tích lũy đồng để chống lại bệnh hay nồng độ cao của đồng là do căn bệnh này gây ra).

## Hợp kim
Có rất nhiều chủng loại hợp kim của đồng - Các gương đồng là hợp kim của 4 phần đồng với một phần thiếc, đồng thau còn gọi là Latông hay đồng vàng là hợp kim của đồng với kẽm, và đồng đỏ hay còn gọi là Burông là hợp kim của đồng với thiếc, và có thể dùng để chỉ bất kỳ hợp kim nào của đồng như đồng điếu nhôm. Đồng là một trong những hợp phần quan trọng nhất của bạc và vàng carat và que hàn carat dùng trong công nghiệp đá quý, điều chỉnh màu, độ cứng và điểm nóng chảy của các hợp kim được tạo ra. Các loại que hàn không chì bao gồm kẽm tạo hợp kim với một lượng nhỏ đồng và các kim loại khác.
Hợp kim của đồng với nickel được gọi là đồng niken, được sử dụng làm đồng tiền mệnh giá thấp ở dạng áo bên ngoài. Đồng 5-cent Mỹ (hiện được gọi là nickel) chứa 75% đồng và 25% nickel ở dạng đồng nhất. Hợp kim gồm 90% đồng và 10% nickel, có độ chống ăn mòn đáng chú ý, được dùng trong nhiều ứng dụng có tiếp xúc với nước biển, tuy nhiên nó dễ bị ăn mòn do các hợp chất sulfide tồn tại trong các cảng và cửa sông bị ô nhiễm. Các hợp kim của đồng với nhôm (khoảng 7%) có màu vàng nhạt và được dùng trong trang trí. Shakudō là một hợp kim đồng được dùng làm trang trí ở Nhật chứa một tỉ lệ thấp vàng, khoảng 4–10%, nó có thể bị gỉ tạo ra màu xanh đậm hoặc màu đen.

## Hợp chất
Các trạng thái oxy hóa chung của đồng bao gồm trạng thái đồng (I) ít ổn định Cu+1; và trạng thái ổn định hơn đồng(II), Cu+2, chúng tạo thành các muối có màu lam hoặc lục-lam. Dưới các điều kiện không bình thường, trạng thái Cu+3 có thể được tạo ra.

### Các hợp chất hai cấu tử
Khi kết hợp với các nguyên tố khác, các hợp chất đơn giản nhất của đồng là loại hai cấu tử, tức bao gồm chỉ hai nguyên tố như các oxide, sulfide, và halide. Dạng oxide tồn tại ở loại đồng(I) và đồng(II), tương tự loại sulfide gồm đồng(I) sulfide và đồng(II) sulfide.
Các muối đồng(I) với halogen (gồm đồng(I) fluoride, đồng(I) chloride, đồng(I) bromide, và đồng(I) iodide) cũng tồn tại, trong đồng(II) gồm đồng(II) fluoride, đồng(II) chloride, đồng(II) bromide và đồng(II) iodide. Tuy vậy, có những người đã tìm cách để điều chế đồng(II) iodide nhưng chỉ tạo ra đồng(I) iodide và iod.
2 Cu2+ + 4 I− → 2 CuI + I2

### Tạo phức

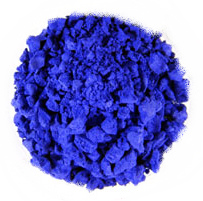
Đồng(II) tạo ra màu xanh lam đậm với sự có mặt của chất liên kết ammoniac. Chất tạo màu ở đây là Đồng(II) sulfat tetramin.

Đồng có khả năng tạo ra phức chất. Trong dung dịch lỏng, đồng(II) tồn tại ở dạng [Cu(H2O)6]2+. Phức này thể hiện tốc độ trao đổi với nước nhanh nhất (tốc độ các chất liên kết và tách liên kết với nước) trong bất kỳ phức nước-kim loại chuyển tiếp. Khi thêm dung dịch natri hydroxide vào sẽ tạo kết tủa chất rắn đồng(II) hydroxide có màu lam nhạt. Phương trình đơn giản là: 
Cu2+ + 2 OH− → Cu(OH)2

Sơ đồ Pourbaix của đồng trong môi trường không tạo phức (chỉ quan tâm đến các ion khác OH-). Nồng độ ion 0,001 m (mol/kg water). Nhiệt độ 25 °C.

Dung dịch amonia cũng tạo kết tủa tương tự. Khi thêm lượng amonia dư, kết tủa này tan tạo thành tetramin đồng(II):
Cu(H2O)4(OH)2 + 4 NH3 → [Cu(H2O)2(NH3)4]2+ + 2 H2O + 2 OH−
Nhiều oxyanion khác tạo thành các phức như đồng(II) axetat, đồng(II) nitrat, và đồng(II) cacbonat. Đồng(II) sunfat tạo các tinh thể pentahydrate màu lam, là hợp chất đồng phổ biến trong phòng thí nghiệm. Nó được dùng để diệt nấm được gọi là Hợp chất Bordeaux.

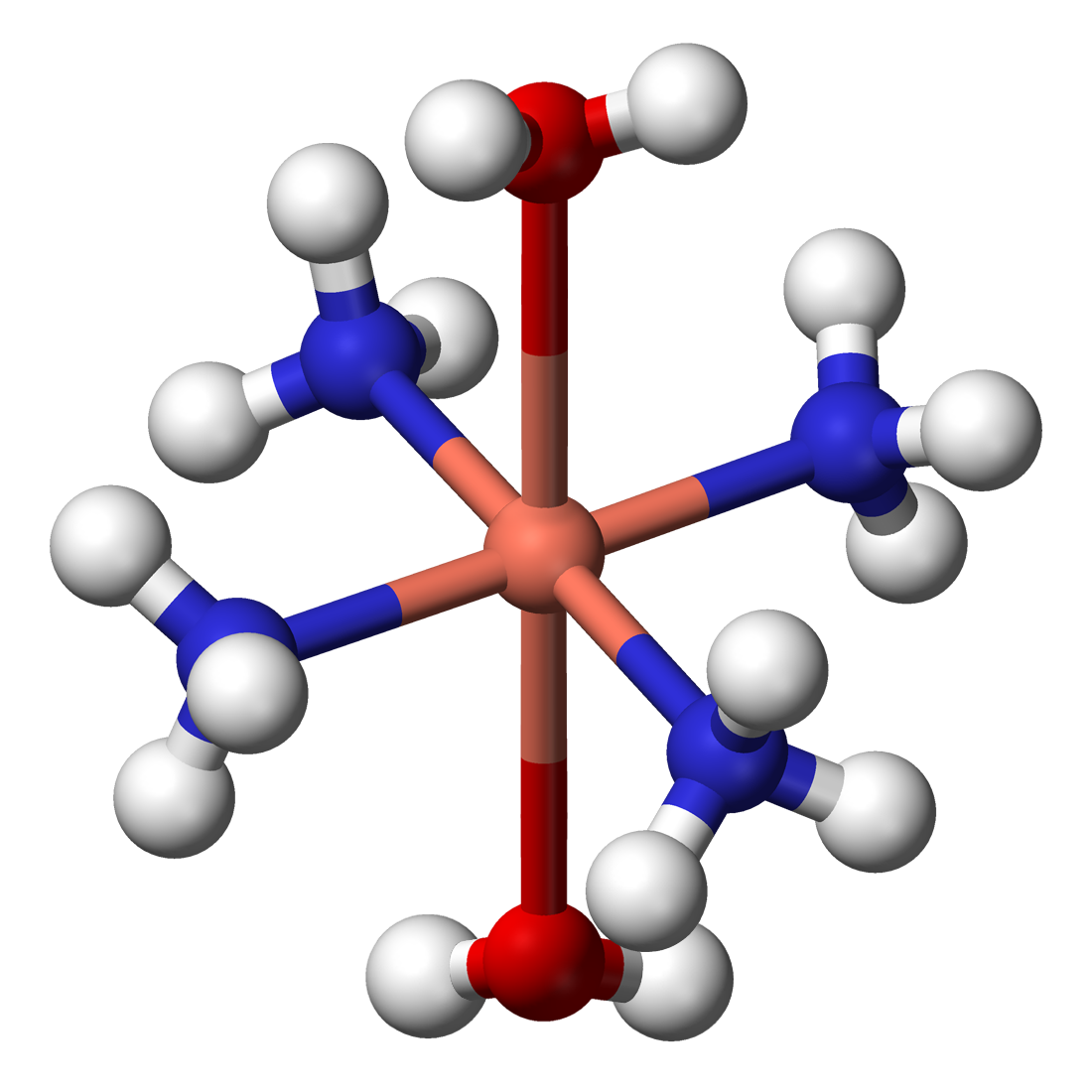
Mỏ hình của phức [Cu(NH_{3})_{4}(H_{2}O)_{2}]^{2+}, minh họa cho cấu trúc bát diện phổ biến của đồng(II).

Polyol là hợp chất chứa nhiều hơn một nhóm chức alcohol, nhìn chung phản ứng với các muốn đồng(II). Ví dụ, các muối đồng được dùng để thử chất khử đường. Đặc biệt sử dụng thuốc thử Benedict và dung dịch Fehling có mặt đường được đánh dấu bằng màu của nó thay đổi từ xanh lam Cu(II) sang đỏ của đồng(I) oxide. Thuốc thử Schweizer và các phức liên quan với ethylenediamine và các amine tan trong cellulose. Các amino acid tạo thành các phức chelat rất bền với đồng(II). Các thử nghiệm hóa-ướt đối với các ion đồng tồn tại, nó liên quan đến kali ferrocyanua, tạo kết tủa với các muối đồng(II).

### Hóa đồng hữu cơ
Các hợp chất chứa liên kết cacbon-đồng được gọi là các hợp chất đồng-hữu cơ. Chúng phản ứng mạnh với oxy tạo ra đồng(I) oxide và có nhiều ứng dụng trong hóa học. Chúng được tổng hợp bằng cách cho phản ứng giữa các hợp chất đồng(I) với thuốc thử Grignard, terminal alkyne hay thuốc thử organolithi; đặc biệt, phản ứng cuối cùng được mô tả tạo ra thuốc thử Gilman. Các chất này trãi qua các phản ứng thay thế với alkyl halide tạo thành các sản phẩm kết hợp; do đó, chúng có vai trò quan trọng trong lĩnh vực tổng hợp hữu cơ. Đồng(I) acetylua nhạy sốc cao trong các phản ứng như Cadiod-Chodkiewicz coupling và Sonogashira coupling. Conjugate addition vào enone và carbocupration của các alkyne cũng có thể đạt được các hợp chất đồng hữu cơ. Đồng(I) tạo ra một loạt các phức yếu với anken và cacbon monoxide, đặc biệt có mặt của các phức amine.

### Đồng(III) và đồng(IV)
Đồng(III) thường được tìm thấy ở dạng xác oxide, ví dụ như kali cuprat, KCuO2 là chất rắn màu dương đen. Các hợp chất đồng(III) được nghiên cứu rộng rãi nhất là các chất siêu dẫn cuprat. Đồng ytri bari oxide (YBa2Cu3O7) có cả Cu(II) và Cu(III) nằm ở trung tâm. Giống như dạng oxide, fluoride là anion base cao và được dùng làm chất ổn định các ion kim loại ở các trạng thái oxy hóa cao. Cả đồng (III) và thậm chí đồng(IV) fluoride là tồn tại theo thứ tự ở dạng K3CuF6 và Cs2CuF6.
Một số protein đồng tạo các phức oxo đặc trưng cho đồng(III). Với các tetrapeptit, một phức đồng(III) có màu tía được ổn định hóa bởi các chất amit khử proton.
Các phức đồng(III) cũng được tìm thấy ở dạng trung gian trong các phản ứng của hợp chất đồng-hữu cơ.

## Phòng ngừa
Mọi hợp chất của đồng là những chất độc. Đồng kim loại ở dạng bột là một chất dễ cháy. 30g đồng(II) sunfat có khả năng gây chết người. Đồng trong nước với nồng độ lớn hơn 1 mg/lít có thể tạo vết bẩn trên quần áo hay các đồ vật được giặt giũ trong nước đó. Nồng độ an toàn của đồng trong nước uống đối với con người dao động theo từng nguồn, nhưng có xu hướng nằm trong khoảng 1,5 – 2 mg/l. Mức cao nhất có thể chịu được về đồng theo DRI trong chế độ ăn uống đối với người lớn theo mọi nguồn đều là 10 mg/ngày.